# Lista di asteroidi (53001-54000)
Di seguito una lista di asteroidi dal numero 53001 al 54000 con data di scoperta e scopritore.

## 53001-53100
| Nome                | Designazione provvisoria | Data di scoperta | Scopritore                       |
| ------------------- | ------------------------ | ---------------- | -------------------------------- |
| 53001 -             | 1998 UL42                | 28 ottobre 1998  | LINEAR                           |
| 53002 -             | 1998 UV42                | 28 ottobre 1998  | LINEAR                           |
| 53003 -             | 1998 UO48                | 17 ottobre 1998  | LONEOS                           |
| 53004 -             | 1998 VF2                 | 9 novembre 1998  | ODAS                             |
| 53005 Antibes       | 1998 VW2                 | 10 novembre 1998 | ODAS                             |
| 53006 -             | 1998 VD4                 | 11 novembre 1998 | ODAS                             |
| 53007 -             | 1998 VZ4                 | 11 novembre 1998 | LINEAR                           |
| 53008 -             | 1998 VY5                 | 13 novembre 1998 | R. Linderholm                    |
| 53009 -             | 1998 VR6                 | 12 novembre 1998 | T. Kobayashi                     |
| 53010 -             | 1998 VW8                 | 10 novembre 1998 | LINEAR                           |
| 53011 -             | 1998 VH9                 | 10 novembre 1998 | LINEAR                           |
| 53012 -             | 1998 VU9                 | 10 novembre 1998 | LINEAR                           |
| 53013 -             | 1998 VF14                | 10 novembre 1998 | LINEAR                           |
| 53014 -             | 1998 VZ14                | 10 novembre 1998 | LINEAR                           |
| 53015 -             | 1998 VN18                | 10 novembre 1998 | LINEAR                           |
| 53016 -             | 1998 VB22                | 10 novembre 1998 | LINEAR                           |
| 53017 -             | 1998 VF26                | 10 novembre 1998 | LINEAR                           |
| 53018 -             | 1998 VO26                | 10 novembre 1998 | LINEAR                           |
| 53019 -             | 1998 VW32                | 11 novembre 1998 | N. Sato                          |
| 53020 -             | 1998 VH33                | 14 novembre 1998 | Spacewatch                       |
| 53021 -             | 1998 VX36                | 10 novembre 1998 | LINEAR                           |
| 53022 -             | 1998 VU44                | 12 novembre 1998 | S. Ueda, H. Kaneda               |
| 53023 -             | 1998 VD50                | 11 novembre 1998 | LINEAR                           |
| 53024 -             | 1998 VZ50                | 13 novembre 1998 | LINEAR                           |
| 53025 Willnoel      | 1998 WD                  | 16 novembre 1998 | CSS                              |
| 53026 -             | 1998 WV3                 | 18 novembre 1998 | LINEAR                           |
| 53027 -             | 1998 WM5                 | 20 novembre 1998 | T. Kagawa                        |
| 53028 -             | 1998 WX5                 | 20 novembre 1998 | Y. Shimizu, T. Urata             |
| 53029 Wodetzky      | 1998 WY6                 | 22 novembre 1998 | K. Sárneczky, L. Kiss            |
| 53030 -             | 1998 WC7                 | 18 novembre 1998 | S. Ueda, H. Kaneda               |
| 53031 -             | 1998 WE7                 | 23 novembre 1998 | T. Urata                         |
| 53032 -             | 1998 WE8                 | 25 novembre 1998 | T. Kobayashi                     |
| 53033 -             | 1998 WN9                 | 26 novembre 1998 | K. Korlević                      |
| 53034 -             | 1998 WO10                | 21 novembre 1998 | LINEAR                           |
| 53035 -             | 1998 WX10                | 21 novembre 1998 | LINEAR                           |
| 53036 -             | 1998 WQ13                | 21 novembre 1998 | LINEAR                           |
| 53037 -             | 1998 WZ13                | 21 novembre 1998 | LINEAR                           |
| 53038 -             | 1998 WT14                | 21 novembre 1998 | LINEAR                           |
| 53039 -             | 1998 WL15                | 21 novembre 1998 | LINEAR                           |
| 53040 -             | 1998 WN18                | 21 novembre 1998 | LINEAR                           |
| 53041 -             | 1998 WL20                | 18 novembre 1998 | LINEAR                           |
| 53042 -             | 1998 WX20                | 18 novembre 1998 | LINEAR                           |
| 53043 -             | 1998 WY21                | 18 novembre 1998 | LINEAR                           |
| 53044 -             | 1998 WA22                | 18 novembre 1998 | LINEAR                           |
| 53045 -             | 1998 WS22                | 18 novembre 1998 | LINEAR                           |
| 53046 -             | 1998 WU22                | 18 novembre 1998 | LINEAR                           |
| 53047 -             | 1998 WK23                | 18 novembre 1998 | LINEAR                           |
| 53048 -             | 1998 WR28                | 21 novembre 1998 | Spacewatch                       |
| 53049 -             | 1998 WM32                | 17 novembre 1998 | LINEAR                           |
| 53050 -             | 1998 WM41                | 18 novembre 1998 | LINEAR                           |
| 53051 -             | 1998 XT4                 | 12 dicembre 1998 | T. Kobayashi                     |
| 53052 -             | 1998 XN8                 | 11 dicembre 1998 | Spacewatch                       |
| 53053 Sabinomaffeo  | 1998 XH9                 | 12 dicembre 1998 | M. Tombelli, G. Forti            |
| 53054 -             | 1998 XV11                | 14 dicembre 1998 | LINEAR                           |
| 53055 Astrogapra    | 1998 XT14                | 15 dicembre 1998 | ODAS                             |
| 53056 -             | 1998 XY14                | 15 dicembre 1998 | ODAS                             |
| 53057 -             | 1998 XZ16                | 10 dicembre 1998 | L. Šarounová                     |
| 53058 -             | 1998 XE18                | 8 dicembre 1998  | Spacewatch                       |
| 53059 -             | 1998 XH20                | 10 dicembre 1998 | Spacewatch                       |
| 53060 -             | 1998 XM21                | 10 dicembre 1998 | Spacewatch                       |
| 53061 -             | 1998 XN24                | 11 dicembre 1998 | Spacewatch                       |
| 53062 -             | 1998 XH28                | 14 dicembre 1998 | LINEAR                           |
| 53063 -             | 1998 XM29                | 14 dicembre 1998 | LINEAR                           |
| 53064 -             | 1998 XY34                | 14 dicembre 1998 | LINEAR                           |
| 53065 -             | 1998 XQ42                | 14 dicembre 1998 | LINEAR                           |
| 53066 -             | 1998 XX44                | 14 dicembre 1998 | LINEAR                           |
| 53067 -             | 1998 XY45                | 14 dicembre 1998 | LINEAR                           |
| 53068 -             | 1998 XS47                | 14 dicembre 1998 | LINEAR                           |
| 53069 -             | 1998 XC49                | 14 dicembre 1998 | LINEAR                           |
| 53070 -             | 1998 XB52                | 14 dicembre 1998 | LINEAR                           |
| 53071 -             | 1998 XO54                | 15 dicembre 1998 | LINEAR                           |
| 53072 -             | 1998 XB61                | 13 dicembre 1998 | Spacewatch                       |
| 53073 -             | 1998 XL63                | 14 dicembre 1998 | LINEAR                           |
| 53074 -             | 1998 XN64                | 14 dicembre 1998 | LINEAR                           |
| 53075 -             | 1998 XQ66                | 14 dicembre 1998 | LINEAR                           |
| 53076 -             | 1998 XV70                | 14 dicembre 1998 | LINEAR                           |
| 53077 -             | 1998 XY72                | 14 dicembre 1998 | LINEAR                           |
| 53078 -             | 1998 XX80                | 15 dicembre 1998 | LINEAR                           |
| 53079 -             | 1998 XD81                | 15 dicembre 1998 | LINEAR                           |
| 53080 -             | 1998 XC83                | 15 dicembre 1998 | LINEAR                           |
| 53081 -             | 1998 XS86                | 15 dicembre 1998 | LINEAR                           |
| 53082 -             | 1998 XV86                | 15 dicembre 1998 | LINEAR                           |
| 53083 -             | 1998 XZ86                | 15 dicembre 1998 | LINEAR                           |
| 53084 -             | 1998 XH89                | 15 dicembre 1998 | LINEAR                           |
| 53085 -             | 1998 XV93                | 15 dicembre 1998 | LINEAR                           |
| 53086 -             | 1998 XK95                | 15 dicembre 1998 | LINEAR                           |
| 53087 -             | 1998 YQ                  | 16 dicembre 1998 | T. Kobayashi                     |
| 53088 Mauricehirsch | 1998 YF5                 | 18 dicembre 1998 | ODAS                             |
| 53089 -             | 1998 YM5                 | 21 dicembre 1998 | T. Kobayashi                     |
| 53090 -             | 1998 YS7                 | 24 dicembre 1998 | CSS                              |
| 53091 -             | 1998 YD8                 | 19 dicembre 1998 | N. Kawasato                      |
| 53092 -             | 1998 YA12                | 27 dicembre 1998 | T. Kobayashi                     |
| 53093 La Orotava    | 1998 YO12                | 28 dicembre 1998 | J. Tichá, M. Tichý               |
| 53094 -             | 1998 YW12                | 16 dicembre 1998 | Spacewatch                       |
| 53095 -             | 1998 YU16                | 22 dicembre 1998 | Spacewatch                       |
| 53096 -             | 1998 YK17                | 22 dicembre 1998 | Spacewatch                       |
| 53097 -             | 1998 YS17                | 23 dicembre 1998 | Spacewatch                       |
| 53098 -             | 1998 YM22                | 29 dicembre 1998 | BAO Schmidt CCD Asteroid Program |
| 53099 -             | 1998 YW29                | 27 dicembre 1998 | LONEOS                           |
| 53100 -             | 1998 YH30                | 24 dicembre 1998 | LONEOS                           |

## 53101-53200
| Nome                  | Designazione provvisoria | Data di scoperta | Scopritore                       |
| --------------------- | ------------------------ | ---------------- | -------------------------------- |
| 53101 -               | 1999 AY                  | 7 gennaio 1999   | T. Kobayashi                     |
| 53102 -               | 1999 AZ                  | 7 gennaio 1999   | T. Kobayashi                     |
| 53103 -               | 1999 AB2                 | 6 gennaio 1999   | K. Korlević                      |
| 53104 -               | 1999 AP3                 | 10 gennaio 1999  | T. Kobayashi                     |
| 53105 -               | 1999 AT3                 | 10 gennaio 1999  | T. Kobayashi                     |
| 53106 -               | 1999 AG4                 | 6 gennaio 1999   | K. Korlević                      |
| 53107 -               | 1999 AU4                 | 11 gennaio 1999  | T. Kobayashi                     |
| 53108 -               | 1999 AW4                 | 11 gennaio 1999  | T. Kobayashi                     |
| 53109 Martinphillipps | 1999 AD5                 | 12 gennaio 1999  | I. P. Griffin                    |
| 53110 -               | 1999 AR7                 | 11 gennaio 1999  | LINEAR                           |
| 53111 -               | 1999 AJ8                 | 6 gennaio 1999   | LONEOS                           |
| 53112 -               | 1999 AK8                 | 6 gennaio 1999   | LONEOS                           |
| 53113 -               | 1999 AP8                 | 7 gennaio 1999   | LONEOS                           |
| 53114 -               | 1999 AV9                 | 10 gennaio 1999  | BAO Schmidt CCD Asteroid Program |
| 53115 -               | 1999 AM14                | 8 gennaio 1999   | Spacewatch                       |
| 53116 -               | 1999 AE17                | 11 gennaio 1999  | Spacewatch                       |
| 53117 -               | 1999 AW19                | 13 gennaio 1999  | Spacewatch                       |
| 53118 -               | 1999 AU20                | 13 gennaio 1999  | ODAS                             |
| 53119 -               | 1999 AV20                | 13 gennaio 1999  | ODAS                             |
| 53120 -               | 1999 AE21                | 13 gennaio 1999  | T. Kagawa                        |
| 53121 -               | 1999 AJ21                | 14 gennaio 1999  | K. Korlević                      |
| 53122 -               | 1999 AS22                | 14 gennaio 1999  | BAO Schmidt CCD Asteroid Program |
| 53123 -               | 1999 AB23                | 15 gennaio 1999  | T. Kobayashi                     |
| 53124 -               | 1999 AC23                | 14 gennaio 1999  | K. Korlević                      |
| 53125 -               | 1999 AL24                | 15 gennaio 1999  | CSS                              |
| 53126 -               | 1999 AO24                | 15 gennaio 1999  | ODAS                             |
| 53127 Adrienklotz     | 1999 AH25                | 15 gennaio 1999  | ODAS                             |
| 53128 -               | 1999 AS25                | 15 gennaio 1999  | ODAS                             |
| 53129 -               | 1999 AY29                | 13 gennaio 1999  | Spacewatch                       |
| 53130 -               | 1999 AY30                | 14 gennaio 1999  | Spacewatch                       |
| 53131 -               | 1999 AM31                | 14 gennaio 1999  | Spacewatch                       |
| 53132 -               | 1999 AS31                | 14 gennaio 1999  | Spacewatch                       |
| 53133 -               | 1999 AQ34                | 15 gennaio 1999  | LONEOS                           |
| 53134 -               | 1999 BG1                 | 18 gennaio 1999  | Kleť                             |
| 53135 -               | 1999 BA3                 | 19 gennaio 1999  | T. Kobayashi                     |
| 53136 -               | 1999 BB3                 | 19 gennaio 1999  | T. Kobayashi                     |
| 53137 Gabytutty       | 1999 BL4                 | 19 gennaio 1999  | ODAS                             |
| 53138 -               | 1999 BW4                 | 19 gennaio 1999  | ODAS                             |
| 53139 -               | 1999 BG5                 | 18 gennaio 1999  | CSS                              |
| 53140 -               | 1999 BT5                 | 20 gennaio 1999  | K. Korlević                      |
| 53141 -               | 1999 BW6                 | 21 gennaio 1999  | ODAS                             |
| 53142 -               | 1999 BR7                 | 21 gennaio 1999  | K. Korlević                      |
| 53143 -               | 1999 BB9                 | 22 gennaio 1999  | K. Korlević                      |
| 53144 -               | 1999 BN9                 | 22 gennaio 1999  | F. B. Zoltowski                  |
| 53145 -               | 1999 BT9                 | 24 gennaio 1999  | Farra d'Isonzo                   |
| 53146 -               | 1999 BG10                | 23 gennaio 1999  | K. Korlević                      |
| 53147 -               | 1999 BB14                | 22 gennaio 1999  | ODAS                             |
| 53148 -               | 1999 BV14                | 18 gennaio 1999  | N. Kawasato                      |
| 53149 -               | 1999 BZ14                | 22 gennaio 1999  | T. Urata                         |
| 53150 -               | 1999 BV17                | 16 gennaio 1999  | LINEAR                           |
| 53151 -               | 1999 BC24                | 18 gennaio 1999  | LINEAR                           |
| 53152 -               | 1999 BH25                | 18 gennaio 1999  | LINEAR                           |
| 53153 -               | 1999 BZ25                | 25 gennaio 1999  | T. Urata                         |
| 53154 -               | 1999 BT27                | 17 gennaio 1999  | Spacewatch                       |
| 53155 -               | 1999 BB30                | 19 gennaio 1999  | Spacewatch                       |
| 53156 -               | 1999 CF                  | 4 febbraio 1999  | T. Kobayashi                     |
| 53157 Akaishidake     | 1999 CP                  | 5 febbraio 1999  | M. Akiyama                       |
| 53158 -               | 1999 CW1                 | 7 febbraio 1999  | T. Kobayashi                     |
| 53159 Mysliveček      | 1999 CN3                 | 10 febbraio 1999 | P. Pravec                        |
| 53160 -               | 1999 CO4                 | 11 febbraio 1999 | J. M. Roe                        |
| 53161 -               | 1999 CP6                 | 10 febbraio 1999 | LINEAR                           |
| 53162 -               | 1999 CG7                 | 10 febbraio 1999 | LINEAR                           |
| 53163 -               | 1999 CK8                 | 13 febbraio 1999 | T. Kobayashi                     |
| 53164 -               | 1999 CV9                 | 14 febbraio 1999 | J. Broughton                     |
| 53165 -               | 1999 CX9                 | 12 febbraio 1999 | W. Bickel                        |
| 53166 -               | 1999 CG10                | 15 febbraio 1999 | T. Kobayashi                     |
| 53167 -               | 1999 CJ10                | 15 febbraio 1999 | T. Kobayashi                     |
| 53168 -               | 1999 CV10                | 12 febbraio 1999 | LINEAR                           |
| 53169 -               | 1999 CA18                | 10 febbraio 1999 | LINEAR                           |
| 53170 -               | 1999 CH19                | 10 febbraio 1999 | LINEAR                           |
| 53171 -               | 1999 CP21                | 10 febbraio 1999 | LINEAR                           |
| 53172 -               | 1999 CQ21                | 10 febbraio 1999 | LINEAR                           |
| 53173 -               | 1999 CF22                | 10 febbraio 1999 | LINEAR                           |
| 53174 -               | 1999 CH28                | 10 febbraio 1999 | LINEAR                           |
| 53175 -               | 1999 CP30                | 10 febbraio 1999 | LINEAR                           |
| 53176 -               | 1999 CF31                | 10 febbraio 1999 | LINEAR                           |
| 53177 -               | 1999 CR31                | 10 febbraio 1999 | LINEAR                           |
| 53178 -               | 1999 CT35                | 10 febbraio 1999 | LINEAR                           |
| 53179 -               | 1999 CB36                | 10 febbraio 1999 | LINEAR                           |
| 53180 -               | 1999 CS38                | 10 febbraio 1999 | LINEAR                           |
| 53181 -               | 1999 CT40                | 10 febbraio 1999 | LINEAR                           |
| 53182 -               | 1999 CW40                | 10 febbraio 1999 | LINEAR                           |
| 53183 -               | 1999 CZ41                | 10 febbraio 1999 | LINEAR                           |
| 53184 -               | 1999 CM43                | 10 febbraio 1999 | LINEAR                           |
| 53185 -               | 1999 CZ44                | 10 febbraio 1999 | LINEAR                           |
| 53186 -               | 1999 CB45                | 10 febbraio 1999 | LINEAR                           |
| 53187 -               | 1999 CD48                | 10 febbraio 1999 | LINEAR                           |
| 53188 -               | 1999 CM49                | 10 febbraio 1999 | LINEAR                           |
| 53189 -               | 1999 CR49                | 10 febbraio 1999 | LINEAR                           |
| 53190 -               | 1999 CT49                | 10 febbraio 1999 | LINEAR                           |
| 53191 -               | 1999 CU49                | 10 febbraio 1999 | LINEAR                           |
| 53192 -               | 1999 CB50                | 10 febbraio 1999 | LINEAR                           |
| 53193 -               | 1999 CQ51                | 10 febbraio 1999 | LINEAR                           |
| 53194 -               | 1999 CA52                | 10 febbraio 1999 | LINEAR                           |
| 53195 -               | 1999 CL53                | 10 febbraio 1999 | LINEAR                           |
| 53196 -               | 1999 CF55                | 10 febbraio 1999 | LINEAR                           |
| 53197 -               | 1999 CR56                | 10 febbraio 1999 | LINEAR                           |
| 53198 -               | 1999 CO60                | 12 febbraio 1999 | LINEAR                           |
| 53199 -               | 1999 CL62                | 12 febbraio 1999 | LINEAR                           |
| 53200 -               | 1999 CZ63                | 12 febbraio 1999 | LINEAR                           |

## 53201-53300
| Nome                | Designazione provvisoria | Data di scoperta | Scopritore           |
| ------------------- | ------------------------ | ---------------- | -------------------- |
| 53201 -             | 1999 CG70                | 12 febbraio 1999 | LINEAR               |
| 53202 -             | 1999 CX72                | 12 febbraio 1999 | LINEAR               |
| 53203 -             | 1999 CA73                | 12 febbraio 1999 | LINEAR               |
| 53204 -             | 1999 CZ73                | 12 febbraio 1999 | LINEAR               |
| 53205 -             | 1999 CA74                | 12 febbraio 1999 | LINEAR               |
| 53206 -             | 1999 CK74                | 12 febbraio 1999 | LINEAR               |
| 53207 -             | 1999 CQ74                | 12 febbraio 1999 | LINEAR               |
| 53208 -             | 1999 CE75                | 12 febbraio 1999 | LINEAR               |
| 53209 -             | 1999 CQ75                | 12 febbraio 1999 | LINEAR               |
| 53210 -             | 1999 CE76                | 12 febbraio 1999 | LINEAR               |
| 53211 -             | 1999 CY77                | 12 febbraio 1999 | LINEAR               |
| 53212 -             | 1999 CD80                | 12 febbraio 1999 | LINEAR               |
| 53213 -             | 1999 CU80                | 12 febbraio 1999 | LINEAR               |
| 53214 -             | 1999 CZ82                | 10 febbraio 1999 | LINEAR               |
| 53215 -             | 1999 CC83                | 10 febbraio 1999 | LINEAR               |
| 53216 -             | 1999 CX83                | 10 febbraio 1999 | LINEAR               |
| 53217 -             | 1999 CS86                | 10 febbraio 1999 | LINEAR               |
| 53218 -             | 1999 CN88                | 10 febbraio 1999 | LINEAR               |
| 53219 -             | 1999 CO88                | 10 febbraio 1999 | LINEAR               |
| 53220 -             | 1999 CM89                | 10 febbraio 1999 | LINEAR               |
| 53221 -             | 1999 CU89                | 10 febbraio 1999 | LINEAR               |
| 53222 -             | 1999 CX92                | 10 febbraio 1999 | LINEAR               |
| 53223 -             | 1999 CX93                | 10 febbraio 1999 | LINEAR               |
| 53224 -             | 1999 CA94                | 10 febbraio 1999 | LINEAR               |
| 53225 -             | 1999 CG94                | 10 febbraio 1999 | LINEAR               |
| 53226 -             | 1999 CB98                | 10 febbraio 1999 | LINEAR               |
| 53227 -             | 1999 CH98                | 10 febbraio 1999 | LINEAR               |
| 53228 -             | 1999 CA100               | 10 febbraio 1999 | LINEAR               |
| 53229 -             | 1999 CL100               | 10 febbraio 1999 | LINEAR               |
| 53230 -             | 1999 CP103               | 12 febbraio 1999 | LINEAR               |
| 53231 -             | 1999 CN112               | 12 febbraio 1999 | LINEAR               |
| 53232 -             | 1999 CD113               | 12 febbraio 1999 | LINEAR               |
| 53233 -             | 1999 CO117               | 12 febbraio 1999 | LINEAR               |
| 53234 -             | 1999 CU117               | 12 febbraio 1999 | LINEAR               |
| 53235 -             | 1999 CZ117               | 12 febbraio 1999 | LINEAR               |
| 53236 -             | 1999 CC118               | 12 febbraio 1999 | LINEAR               |
| 53237 Simonson      | 1999 CU118               | 9 febbraio 1999  | R. A. Tucker         |
| 53238 -             | 1999 CM121               | 11 febbraio 1999 | LINEAR               |
| 53239 -             | 1999 CE123               | 11 febbraio 1999 | LINEAR               |
| 53240 -             | 1999 CT126               | 11 febbraio 1999 | LINEAR               |
| 53241 -             | 1999 CU128               | 11 febbraio 1999 | LINEAR               |
| 53242 -             | 1999 CH138               | 11 febbraio 1999 | Spacewatch           |
| 53243 -             | 1999 CW140               | 9 febbraio 1999  | Spacewatch           |
| 53244 -             | 1999 CY145               | 8 febbraio 1999  | Spacewatch           |
| 53245 -             | 1999 CH152               | 12 febbraio 1999 | Spacewatch           |
| 53246 -             | 1999 DA2                 | 18 febbraio 1999 | NEAT                 |
| 53247 -             | 1999 DE2                 | 17 febbraio 1999 | J. Broughton         |
| 53248 -             | 1999 DA3                 | 21 febbraio 1999 | T. Kobayashi         |
| 53249 -             | 1999 DD3                 | 20 febbraio 1999 | P. G. Comba          |
| 53250 Beucher       | 1999 DY3                 | 20 febbraio 1999 | R. A. Tucker         |
| 53251 -             | 1999 EV3                 | 12 marzo 1999    | Spacewatch           |
| 53252 Sardegna      | 1999 EY4                 | 13 marzo 1999    | S. Sposetti          |
| 53253 Zeiler        | 1999 EV5                 | 13 marzo 1999    | R. A. Tucker         |
| 53254 -             | 1999 ES10                | 14 marzo 1999    | Spacewatch           |
| 53255 -             | 1999 EE11                | 14 marzo 1999    | Spacewatch           |
| 53256 Sinitiere     | 1999 FD                  | 16 marzo 1999    | W. R. Cooney Jr.     |
| 53257 -             | 1999 FF                  | 16 marzo 1999    | W. R. Cooney Jr.     |
| 53258 Kerryannlecky | 1999 FN                  | 17 marzo 1999    | ODAS                 |
| 53259 -             | 1999 FQ1                 | 16 marzo 1999    | Spacewatch           |
| 53260 -             | 1999 FX1                 | 16 marzo 1999    | Spacewatch           |
| 53261 -             | 1999 FR4                 | 17 marzo 1999    | Spacewatch           |
| 53262 -             | 1999 FE6                 | 16 marzo 1999    | ODAS                 |
| 53263 -             | 1999 FW6                 | 25 marzo 1999    | L. Šarounová         |
| 53264 -             | 1999 FL8                 | 20 marzo 1999    | LINEAR               |
| 53265 -             | 1999 FB11                | 17 marzo 1999    | Spacewatch           |
| 53266 -             | 1999 FY11                | 18 marzo 1999    | Spacewatch           |
| 53267 -             | 1999 FP17                | 23 marzo 1999    | Spacewatch           |
| 53268 -             | 1999 FU18                | 22 marzo 1999    | LONEOS               |
| 53269 -             | 1999 FY18                | 22 marzo 1999    | LONEOS               |
| 53270 -             | 1999 FR22                | 19 marzo 1999    | LINEAR               |
| 53271 -             | 1999 FJ24                | 19 marzo 1999    | LINEAR               |
| 53272 -             | 1999 FK24                | 19 marzo 1999    | LINEAR               |
| 53273 -             | 1999 FZ24                | 19 marzo 1999    | LINEAR               |
| 53274 -             | 1999 FH25                | 19 marzo 1999    | LINEAR               |
| 53275 -             | 1999 FN31                | 19 marzo 1999    | LINEAR               |
| 53276 -             | 1999 FO32                | 19 marzo 1999    | LINEAR               |
| 53277 -             | 1999 FU32                | 24 marzo 1999    | K. Korlević          |
| 53278 -             | 1999 FH33                | 19 marzo 1999    | LINEAR               |
| 53279 -             | 1999 FJ33                | 19 marzo 1999    | LINEAR               |
| 53280 -             | 1999 FN33                | 19 marzo 1999    | LINEAR               |
| 53281 -             | 1999 FS33                | 19 marzo 1999    | LINEAR               |
| 53282 -             | 1999 FT34                | 19 marzo 1999    | LINEAR               |
| 53283 -             | 1999 FG42                | 20 marzo 1999    | LINEAR               |
| 53284 -             | 1999 FK47                | 20 marzo 1999    | LINEAR               |
| 53285 Mojmír        | 1999 FM53                | 24 marzo 1999    | Ondřejov Observatory |
| 53286 -             | 1999 FH57                | 20 marzo 1999    | LINEAR               |
| 53287 -             | 1999 GR                  | 5 aprile 1999    | K. Korlević          |
| 53288 -             | 1999 GO1                 | 6 aprile 1999    | Spacewatch           |
| 53289 -             | 1999 GD5                 | 7 aprile 1999    | Y. Shimizu, T. Urata |
| 53290 -             | 1999 GY8                 | 10 aprile 1999   | LONEOS               |
| 53291 -             | 1999 GQ10                | 11 aprile 1999   | Spacewatch           |
| 53292 -             | 1999 GY10                | 11 aprile 1999   | Spacewatch           |
| 53293 -             | 1999 GA14                | 14 aprile 1999   | Spacewatch           |
| 53294 -             | 1999 GS16                | 15 aprile 1999   | LINEAR               |
| 53295 -             | 1999 GX20                | 15 aprile 1999   | LINEAR               |
| 53296 -             | 1999 GJ23                | 6 aprile 1999    | LINEAR               |
| 53297 -             | 1999 GR23                | 6 aprile 1999    | LINEAR               |
| 53298 -             | 1999 GF25                | 6 aprile 1999    | LINEAR               |
| 53299 -             | 1999 GJ26                | 7 aprile 1999    | LINEAR               |
| 53300 -             | 1999 GD31                | 7 aprile 1999    | LINEAR               |

## 53301-53400
| Nome              | Designazione provvisoria | Data di scoperta | Scopritore                       |
| ----------------- | ------------------------ | ---------------- | -------------------------------- |
| 53301 -           | 1999 GL34                | 6 aprile 1999    | LINEAR                           |
| 53302 -           | 1999 GZ34                | 6 aprile 1999    | LINEAR                           |
| 53303 -           | 1999 GF45                | 12 aprile 1999   | LINEAR                           |
| 53304 -           | 1999 GQ47                | 6 aprile 1999    | LONEOS                           |
| 53305 -           | 1999 GQ53                | 11 aprile 1999   | LONEOS                           |
| 53306 -           | 1999 HA3                 | 24 aprile 1999   | J. Broughton                     |
| 53307 -           | 1999 HC8                 | 20 aprile 1999   | Spacewatch                       |
| 53308 -           | 1999 HJ8                 | 16 aprile 1999   | LINEAR                           |
| 53309 -           | 1999 HT8                 | 17 aprile 1999   | LINEAR                           |
| 53310 -           | 1999 HY9                 | 17 aprile 1999   | LINEAR                           |
| 53311 Deucalion   | 1999 HU11                | 18 aprile 1999   | Deep Ecliptic Survey             |
| 53312 -           | 1999 JZ                  | 7 maggio 1999    | LINEAR                           |
| 53313 -           | 1999 JF2                 | 8 maggio 1999    | CSS                              |
| 53314 -           | 1999 JT2                 | 7 maggio 1999    | BAO Schmidt CCD Asteroid Program |
| 53315 -           | 1999 JD3                 | 10 maggio 1999   | D. K. Chesney                    |
| 53316 Michielford | 1999 JY3                 | 9 maggio 1999    | G. Hug                           |
| 53317 -           | 1999 JJ6                 | 13 maggio 1999   | LINEAR                           |
| 53318 -           | 1999 JV7                 | 13 maggio 1999   | J. Broughton                     |
| 53319 -           | 1999 JM8                 | 13 maggio 1999   | LINEAR                           |
| 53320 -           | 1999 JW8                 | 14 maggio 1999   | P. G. Comba                      |
| 53321 -           | 1999 JL12                | 8 maggio 1999    | CSS                              |
| 53322 -           | 1999 JK15                | 15 maggio 1999   | CSS                              |
| 53323 -           | 1999 JV16                | 15 maggio 1999   | Spacewatch                       |
| 53324 -           | 1999 JZ18                | 10 maggio 1999   | LINEAR                           |
| 53325 -           | 1999 JN21                | 10 maggio 1999   | LINEAR                           |
| 53326 -           | 1999 JV22                | 10 maggio 1999   | LINEAR                           |
| 53327 -           | 1999 JL23                | 10 maggio 1999   | LINEAR                           |
| 53328 -           | 1999 JS26                | 10 maggio 1999   | LINEAR                           |
| 53329 -           | 1999 JK27                | 10 maggio 1999   | LINEAR                           |
| 53330 -           | 1999 JN32                | 10 maggio 1999   | LINEAR                           |
| 53331 -           | 1999 JW34                | 10 maggio 1999   | LINEAR                           |
| 53332 -           | 1999 JL36                | 10 maggio 1999   | LINEAR                           |
| 53333 -           | 1999 JZ36                | 10 maggio 1999   | LINEAR                           |
| 53334 -           | 1999 JJ41                | 13 maggio 1999   | LINEAR                           |
| 53335 -           | 1999 JL41                | 10 maggio 1999   | LINEAR                           |
| 53336 -           | 1999 JP42                | 10 maggio 1999   | LINEAR                           |
| 53337 -           | 1999 JX42                | 10 maggio 1999   | LINEAR                           |
| 53338 -           | 1999 JY46                | 10 maggio 1999   | LINEAR                           |
| 53339 -           | 1999 JA47                | 10 maggio 1999   | LINEAR                           |
| 53340 -           | 1999 JH47                | 10 maggio 1999   | LINEAR                           |
| 53341 -           | 1999 JP49                | 10 maggio 1999   | LINEAR                           |
| 53342 -           | 1999 JK51                | 10 maggio 1999   | LINEAR                           |
| 53343 -           | 1999 JO54                | 10 maggio 1999   | LINEAR                           |
| 53344 -           | 1999 JX54                | 10 maggio 1999   | LINEAR                           |
| 53345 -           | 1999 JZ54                | 10 maggio 1999   | LINEAR                           |
| 53346 -           | 1999 JE57                | 10 maggio 1999   | LINEAR                           |
| 53347 -           | 1999 JE58                | 10 maggio 1999   | LINEAR                           |
| 53348 -           | 1999 JC59                | 10 maggio 1999   | LINEAR                           |
| 53349 -           | 1999 JM61                | 10 maggio 1999   | LINEAR                           |
| 53350 -           | 1999 JD65                | 12 maggio 1999   | LINEAR                           |
| 53351 -           | 1999 JF66                | 12 maggio 1999   | LINEAR                           |
| 53352 -           | 1999 JL67                | 12 maggio 1999   | LINEAR                           |
| 53353 -           | 1999 JC70                | 12 maggio 1999   | LINEAR                           |
| 53354 -           | 1999 JG70                | 12 maggio 1999   | LINEAR                           |
| 53355 -           | 1999 JD71                | 12 maggio 1999   | LINEAR                           |
| 53356 -           | 1999 JJ71                | 12 maggio 1999   | LINEAR                           |
| 53357 -           | 1999 JM73                | 12 maggio 1999   | LINEAR                           |
| 53358 -           | 1999 JO73                | 12 maggio 1999   | LINEAR                           |
| 53359 -           | 1999 JM74                | 12 maggio 1999   | LINEAR                           |
| 53360 -           | 1999 JU75                | 10 maggio 1999   | LINEAR                           |
| 53361 -           | 1999 JF76                | 10 maggio 1999   | LINEAR                           |
| 53362 -           | 1999 JY76                | 12 maggio 1999   | LINEAR                           |
| 53363 -           | 1999 JD77                | 12 maggio 1999   | LINEAR                           |
| 53364 -           | 1999 JL77                | 12 maggio 1999   | LINEAR                           |
| 53365 -           | 1999 JO78                | 13 maggio 1999   | LINEAR                           |
| 53366 -           | 1999 JU79                | 13 maggio 1999   | LINEAR                           |
| 53367 -           | 1999 JR80                | 12 maggio 1999   | LINEAR                           |
| 53368 -           | 1999 JF81                | 14 maggio 1999   | LINEAR                           |
| 53369 -           | 1999 JQ81                | 12 maggio 1999   | LINEAR                           |
| 53370 -           | 1999 JY81                | 12 maggio 1999   | LINEAR                           |
| 53371 -           | 1999 JA83                | 12 maggio 1999   | LINEAR                           |
| 53372 -           | 1999 JB83                | 12 maggio 1999   | LINEAR                           |
| 53373 -           | 1999 JP83                | 12 maggio 1999   | LINEAR                           |
| 53374 -           | 1999 JC84                | 12 maggio 1999   | LINEAR                           |
| 53375 -           | 1999 JF86                | 12 maggio 1999   | LINEAR                           |
| 53376 -           | 1999 JJ86                | 12 maggio 1999   | LINEAR                           |
| 53377 -           | 1999 JQ86                | 12 maggio 1999   | LINEAR                           |
| 53378 -           | 1999 JO87                | 12 maggio 1999   | LINEAR                           |
| 53379 -           | 1999 JZ88                | 12 maggio 1999   | LINEAR                           |
| 53380 -           | 1999 JS89                | 12 maggio 1999   | LINEAR                           |
| 53381 -           | 1999 JK90                | 12 maggio 1999   | LINEAR                           |
| 53382 -           | 1999 JL91                | 12 maggio 1999   | LINEAR                           |
| 53383 -           | 1999 JO91                | 12 maggio 1999   | LINEAR                           |
| 53384 -           | 1999 JY92                | 12 maggio 1999   | LINEAR                           |
| 53385 -           | 1999 JB93                | 12 maggio 1999   | LINEAR                           |
| 53386 -           | 1999 JF93                | 12 maggio 1999   | LINEAR                           |
| 53387 -           | 1999 JF94                | 12 maggio 1999   | LINEAR                           |
| 53388 -           | 1999 JZ95                | 12 maggio 1999   | LINEAR                           |
| 53389 -           | 1999 JZ96                | 12 maggio 1999   | LINEAR                           |
| 53390 -           | 1999 JM100               | 12 maggio 1999   | LINEAR                           |
| 53391 -           | 1999 JX100               | 12 maggio 1999   | LINEAR                           |
| 53392 -           | 1999 JZ100               | 12 maggio 1999   | LINEAR                           |
| 53393 -           | 1999 JA102               | 13 maggio 1999   | LINEAR                           |
| 53394 -           | 1999 JD102               | 13 maggio 1999   | LINEAR                           |
| 53395 -           | 1999 JZ102               | 13 maggio 1999   | LINEAR                           |
| 53396 -           | 1999 JL104               | 15 maggio 1999   | LINEAR                           |
| 53397 -           | 1999 JJ107               | 13 maggio 1999   | LINEAR                           |
| 53398 -           | 1999 JM111               | 13 maggio 1999   | LINEAR                           |
| 53399 -           | 1999 JG112               | 13 maggio 1999   | LINEAR                           |
| 53400 -           | 1999 JB113               | 13 maggio 1999   | LINEAR                           |

## 53401-53500
| Nome             | Designazione provvisoria | Data di scoperta  | Scopritore           |
| ---------------- | ------------------------ | ----------------- | -------------------- |
| 53401 -          | 1999 JT115               | 13 maggio 1999    | LINEAR               |
| 53402 -          | 1999 JG119               | 13 maggio 1999    | LINEAR               |
| 53403 -          | 1999 KM                  | 16 maggio 1999    | CSS                  |
| 53404 -          | 1999 KX                  | 17 maggio 1999    | CSS                  |
| 53405 -          | 1999 KX8                 | 18 maggio 1999    | LINEAR               |
| 53406 -          | 1999 KL12                | 18 maggio 1999    | LINEAR               |
| 53407 -          | 1999 KC17                | 18 maggio 1999    | LINEAR               |
| 53408 -          | 1999 LU6                 | 7 giugno 1999     | Spacewatch           |
| 53409 -          | 1999 LU7                 | 10 giugno 1999    | CSS                  |
| 53410 -          | 1999 LL28                | 14 giugno 1999    | LINEAR               |
| 53411 -          | 1999 LM32                | 6 giugno 1999     | LONEOS               |
| 53412 -          | 1999 NQ1                 | 12 luglio 1999    | LINEAR               |
| 53413 -          | 1999 NE12                | 13 luglio 1999    | LINEAR               |
| 53414 -          | 1999 NK19                | 14 luglio 1999    | LINEAR               |
| 53415 -          | 1999 NC21                | 14 luglio 1999    | LINEAR               |
| 53416 -          | 1999 NB23                | 14 luglio 1999    | LINEAR               |
| 53417 -          | 1999 NP38                | 14 luglio 1999    | LINEAR               |
| 53418 -          | 1999 PY3                 | 13 agosto 1999    | LONEOS               |
| 53419 -          | 1999 PJ4                 | 13 agosto 1999    | LONEOS               |
| 53420 -          | 1999 RH4                 | 5 settembre 1999  | CSS                  |
| 53421 -          | 1999 RY18                | 7 settembre 1999  | LINEAR               |
| 53422 -          | 1999 RN30                | 8 settembre 1999  | LINEAR               |
| 53423 -          | 1999 RC238               | 8 settembre 1999  | CSS                  |
| 53424 -          | 1999 SC3                 | 24 settembre 1999 | LINEAR               |
| 53425 -          | 1999 SO4                 | 29 settembre 1999 | K. Korlević          |
| 53426 -          | 1999 SL5                 | 28 settembre 1999 | LINEAR               |
| 53427 -          | 1999 SJ9                 | 29 settembre 1999 | LINEAR               |
| 53428 -          | 1999 TD2                 | 2 ottobre 1999    | C. W. Juels          |
| 53429 -          | 1999 TF5                 | 3 ottobre 1999    | LINEAR               |
| 53430 -          | 1999 TY16                | 13 ottobre 1999   | LINEAR               |
| 53431 -          | 1999 UQ10                | 31 ottobre 1999   | LINEAR               |
| 53432 -          | 1999 UT55                | 19 ottobre 1999   | LINEAR               |
| 53433 -          | 1999 VV10                | 9 novembre 1999   | T. Kobayashi         |
| 53434 -          | 1999 VD25                | 13 novembre 1999  | T. Kobayashi         |
| 53435 Leonard    | 1999 VM40                | 9 novembre 1999   | CSS                  |
| 53436 -          | 1999 VB154               | 13 novembre 1999  | CSS                  |
| 53437 -          | 1999 WL2                 | 26 novembre 1999  | K. Korlević          |
| 53438 -          | 1999 WY9                 | 30 novembre 1999  | T. Kobayashi         |
| 53439 -          | 1999 WA10                | 30 novembre 1999  | T. Kobayashi         |
| 53440 -          | 1999 XQ33                | 6 dicembre 1999   | LINEAR               |
| 53441 -          | 1999 XL77                | 7 dicembre 1999   | LINEAR               |
| 53442 -          | 1999 XU81                | 7 dicembre 1999   | LINEAR               |
| 53443 -          | 1999 XX81                | 7 dicembre 1999   | LINEAR               |
| 53444 -          | 1999 XV90                | 7 dicembre 1999   | LINEAR               |
| 53445 -          | 1999 XB103               | 7 dicembre 1999   | LINEAR               |
| 53446 -          | 1999 XD103               | 7 dicembre 1999   | LINEAR               |
| 53447 -          | 1999 XL105               | 8 dicembre 1999   | Y. Shimizu, T. Urata |
| 53448 -          | 1999 XT105               | 11 dicembre 1999  | T. Kobayashi         |
| 53449 -          | 1999 XG132               | 12 dicembre 1999  | LINEAR               |
| 53450 -          | 1999 XX132               | 12 dicembre 1999  | LINEAR               |
| 53451 -          | 1999 XU134               | 5 dicembre 1999   | LINEAR               |
| 53452 -          | 1999 XW134               | 5 dicembre 1999   | LINEAR               |
| 53453 -          | 1999 XX135               | 12 dicembre 1999  | LINEAR               |
| 53454 -          | 1999 XC136               | 13 dicembre 1999  | LINEAR               |
| 53455 -          | 1999 XX139               | 2 dicembre 1999   | Spacewatch           |
| 53456 -          | 1999 XR142               | 12 dicembre 1999  | LINEAR               |
| 53457 -          | 1999 XX142               | 14 dicembre 1999  | LINEAR               |
| 53458 -          | 1999 XH153               | 7 dicembre 1999   | LINEAR               |
| 53459 -          | 1999 XD156               | 8 dicembre 1999   | LINEAR               |
| 53460 -          | 1999 XG174               | 10 dicembre 1999  | LINEAR               |
| 53461 -          | 1999 XS177               | 10 dicembre 1999  | LINEAR               |
| 53462 -          | 1999 XR178               | 10 dicembre 1999  | LINEAR               |
| 53463 -          | 1999 XW196               | 12 dicembre 1999  | LINEAR               |
| 53464 -          | 1999 XG205               | 12 dicembre 1999  | LINEAR               |
| 53465 -          | 1999 XY222               | 15 dicembre 1999  | LINEAR               |
| 53466 -          | 1999 XS230               | 7 dicembre 1999   | LONEOS               |
| 53467 -          | 2000 AD1                 | 2 gennaio 2000    | Spacewatch           |
| 53468 Varros     | 2000 AC2                 | 2 gennaio 2000    | S. Sposetti          |
| (53469) 2000 AX8 | 2000 AX8                 | 2 gennaio 2000    | LINEAR               |
| 53470 -          | 2000 AG16                | 3 gennaio 2000    | LINEAR               |
| 53471 -          | 2000 AU30                | 3 gennaio 2000    | LINEAR               |
| 53472 -          | 2000 AE33                | 3 gennaio 2000    | LINEAR               |
| 53473 -          | 2000 AN39                | 3 gennaio 2000    | LINEAR               |
| 53474 -          | 2000 AC40                | 3 gennaio 2000    | LINEAR               |
| 53475 -          | 2000 AH49                | 5 gennaio 2000    | LINEAR               |
| 53476 -          | 2000 AQ49                | 5 gennaio 2000    | LINEAR               |
| 53477 -          | 2000 AA54                | 4 gennaio 2000    | LINEAR               |
| 53478 -          | 2000 AK54                | 4 gennaio 2000    | LINEAR               |
| 53479 -          | 2000 AG56                | 4 gennaio 2000    | LINEAR               |
| 53480 -          | 2000 AM56                | 4 gennaio 2000    | LINEAR               |
| 53481 -          | 2000 AC57                | 4 gennaio 2000    | LINEAR               |
| 53482 -          | 2000 AQ57                | 4 gennaio 2000    | LINEAR               |
| 53483 -          | 2000 AC58                | 4 gennaio 2000    | LINEAR               |
| 53484 -          | 2000 AT58                | 4 gennaio 2000    | LINEAR               |
| 53485 -          | 2000 AU58                | 4 gennaio 2000    | LINEAR               |
| 53486 -          | 2000 AJ59                | 4 gennaio 2000    | LINEAR               |
| 53487 -          | 2000 AQ59                | 4 gennaio 2000    | LINEAR               |
| 53488 -          | 2000 AG61                | 4 gennaio 2000    | LINEAR               |
| 53489 -          | 2000 AJ62                | 4 gennaio 2000    | LINEAR               |
| 53490 -          | 2000 AZ65                | 4 gennaio 2000    | LINEAR               |
| 53491 -          | 2000 AM66                | 4 gennaio 2000    | LINEAR               |
| 53492 -          | 2000 AK67                | 4 gennaio 2000    | LINEAR               |
| 53493 -          | 2000 AP67                | 4 gennaio 2000    | LINEAR               |
| 53494 -          | 2000 AP68                | 5 gennaio 2000    | LINEAR               |
| 53495 -          | 2000 AW69                | 5 gennaio 2000    | LINEAR               |
| 53496 -          | 2000 AH74                | 5 gennaio 2000    | LINEAR               |
| 53497 -          | 2000 AV76                | 5 gennaio 2000    | LINEAR               |
| 53498 -          | 2000 AV86                | 5 gennaio 2000    | LINEAR               |
| 53499 -          | 2000 AT87                | 5 gennaio 2000    | LINEAR               |
| 53500 -          | 2000 AQ88                | 5 gennaio 2000    | LINEAR               |

## 53501-53600
| Nome           | Designazione provvisoria | Data di scoperta | Scopritore   |
| -------------- | ------------------------ | ---------------- | ------------ |
| 53501 -        | 2000 AC95                | 4 gennaio 2000   | LINEAR       |
| 53502 -        | 2000 AG97                | 4 gennaio 2000   | LINEAR       |
| 53503 -        | 2000 AH98                | 4 gennaio 2000   | LINEAR       |
| 53504 -        | 2000 AN98                | 4 gennaio 2000   | LINEAR       |
| 53505 -        | 2000 AL112               | 5 gennaio 2000   | LINEAR       |
| 53506 -        | 2000 AU119               | 5 gennaio 2000   | LINEAR       |
| 53507 -        | 2000 AX120               | 5 gennaio 2000   | LINEAR       |
| 53508 -        | 2000 AO122               | 5 gennaio 2000   | LINEAR       |
| 53509 -        | 2000 AT122               | 5 gennaio 2000   | LINEAR       |
| 53510 -        | 2000 AJ126               | 5 gennaio 2000   | LINEAR       |
| 53511 -        | 2000 AV126               | 5 gennaio 2000   | LINEAR       |
| 53512 -        | 2000 AZ127               | 5 gennaio 2000   | LINEAR       |
| 53513 -        | 2000 AB136               | 4 gennaio 2000   | LINEAR       |
| 53514 -        | 2000 AS136               | 4 gennaio 2000   | LINEAR       |
| 53515 -        | 2000 AT136               | 4 gennaio 2000   | LINEAR       |
| 53516 -        | 2000 AV136               | 4 gennaio 2000   | LINEAR       |
| 53517 -        | 2000 AK137               | 4 gennaio 2000   | LINEAR       |
| 53518 -        | 2000 AR137               | 4 gennaio 2000   | LINEAR       |
| 53519 -        | 2000 AQ142               | 5 gennaio 2000   | LINEAR       |
| 53520 -        | 2000 AQ144               | 5 gennaio 2000   | LINEAR       |
| 53521 -        | 2000 AZ144               | 5 gennaio 2000   | LINEAR       |
| 53522 -        | 2000 AE146               | 7 gennaio 2000   | LINEAR       |
| 53523 -        | 2000 AC153               | 8 gennaio 2000   | LINEAR       |
| 53524 -        | 2000 AN153               | 13 gennaio 2000  | Spacewatch   |
| 53525 -        | 2000 AN161               | 3 gennaio 2000   | LINEAR       |
| 53526 -        | 2000 AJ162               | 4 gennaio 2000   | LINEAR       |
| 53527 -        | 2000 AM164               | 5 gennaio 2000   | LINEAR       |
| 53528 -        | 2000 AW177               | 7 gennaio 2000   | LINEAR       |
| 53529 -        | 2000 AN198               | 8 gennaio 2000   | LINEAR       |
| 53530 -        | 2000 AV200               | 9 gennaio 2000   | LINEAR       |
| 53531 -        | 2000 AD212               | 5 gennaio 2000   | Spacewatch   |
| 53532 -        | 2000 AJ212               | 5 gennaio 2000   | Spacewatch   |
| 53533 -        | 2000 AA216               | 7 gennaio 2000   | Spacewatch   |
| 53534 -        | 2000 AM233               | 4 gennaio 2000   | LINEAR       |
| 53535 -        | 2000 AH237               | 5 gennaio 2000   | LINEAR       |
| 53536 -        | 2000 AE239               | 6 gennaio 2000   | LINEAR       |
| 53537 Zhangyun | 2000 AZ239               | 6 gennaio 2000   | LONEOS       |
| 53538 -        | 2000 AE240               | 6 gennaio 2000   | LONEOS       |
| 53539 -        | 2000 AO243               | 7 gennaio 2000   | LINEAR       |
| 53540 -        | 2000 AE252               | 6 gennaio 2000   | LINEAR       |
| 53541 -        | 2000 AK252               | 7 gennaio 2000   | Spacewatch   |
| 53542 -        | 2000 BE1                 | 28 gennaio 2000  | LINEAR       |
| 53543 -        | 2000 BD3                 | 26 gennaio 2000  | K. Korlević  |
| 53544 -        | 2000 BF3                 | 27 gennaio 2000  | K. Korlević  |
| 53545 -        | 2000 BT5                 | 27 gennaio 2000  | LINEAR       |
| 53546 -        | 2000 BY6                 | 27 gennaio 2000  | LINEAR       |
| 53547 -        | 2000 BF8                 | 29 gennaio 2000  | LINEAR       |
| 53548 -        | 2000 BA14                | 28 gennaio 2000  | N. Kawasato  |
| 53549 -        | 2000 BN14                | 28 gennaio 2000  | T. Kobayashi |
| 53550 -        | 2000 BF19                | 28 gennaio 2000  | Spacewatch   |
| 53551 -        | 2000 BP28                | 29 gennaio 2000  | LINEAR       |
| 53552 -        | 2000 BC33                | 29 gennaio 2000  | Spacewatch   |
| 53553 -        | 2000 CB2                 | 2 febbraio 2000  | T. Kobayashi |
| 53554 -        | 2000 CH2                 | 2 febbraio 2000  | T. Kagawa    |
| 53555 -        | 2000 CG5                 | 2 febbraio 2000  | LINEAR       |
| 53556 -        | 2000 CW8                 | 2 febbraio 2000  | LINEAR       |
| 53557 -        | 2000 CT14                | 2 febbraio 2000  | LINEAR       |
| 53558 -        | 2000 CR17                | 2 febbraio 2000  | LINEAR       |
| 53559 -        | 2000 CJ21                | 2 febbraio 2000  | LINEAR       |
| 53560 -        | 2000 CT21                | 2 febbraio 2000  | LINEAR       |
| 53561 -        | 2000 CM22                | 2 febbraio 2000  | LINEAR       |
| 53562 -        | 2000 CL25                | 2 febbraio 2000  | LINEAR       |
| 53563 -        | 2000 CJ29                | 2 febbraio 2000  | LINEAR       |
| 53564 -        | 2000 CR29                | 2 febbraio 2000  | LINEAR       |
| 53565 -        | 2000 CG30                | 2 febbraio 2000  | LINEAR       |
| 53566 -        | 2000 CU30                | 2 febbraio 2000  | LINEAR       |
| 53567 -        | 2000 CB33                | 2 febbraio 2000  | LINEAR       |
| 53568 -        | 2000 CB34                | 4 febbraio 2000  | K. Korlević  |
| 53569 -        | 2000 CF36                | 2 febbraio 2000  | LINEAR       |
| 53570 -        | 2000 CR36                | 2 febbraio 2000  | LINEAR       |
| 53571 -        | 2000 CY36                | 2 febbraio 2000  | LINEAR       |
| 53572 -        | 2000 CM38                | 3 febbraio 2000  | LINEAR       |
| 53573 -        | 2000 CW38                | 3 febbraio 2000  | LINEAR       |
| 53574 -        | 2000 CH41                | 7 febbraio 2000  | P. G. Comba  |
| 53575 -        | 2000 CN43                | 2 febbraio 2000  | LINEAR       |
| 53576 -        | 2000 CS47                | 2 febbraio 2000  | LINEAR       |
| 53577 -        | 2000 CT47                | 2 febbraio 2000  | LINEAR       |
| 53578 -        | 2000 CM48                | 2 febbraio 2000  | LINEAR       |
| 53579 -        | 2000 CN48                | 2 febbraio 2000  | LINEAR       |
| 53580 -        | 2000 CR48                | 2 febbraio 2000  | LINEAR       |
| 53581 -        | 2000 CY49                | 2 febbraio 2000  | LINEAR       |
| 53582 -        | 2000 CZ49                | 2 febbraio 2000  | LINEAR       |
| 53583 -        | 2000 CR50                | 2 febbraio 2000  | LINEAR       |
| 53584 -        | 2000 CY51                | 2 febbraio 2000  | LINEAR       |
| 53585 -        | 2000 CF52                | 2 febbraio 2000  | LINEAR       |
| 53586 -        | 2000 CA53                | 2 febbraio 2000  | LINEAR       |
| 53587 -        | 2000 CD53                | 2 febbraio 2000  | LINEAR       |
| 53588 -        | 2000 CH53                | 2 febbraio 2000  | LINEAR       |
| 53589 -        | 2000 CQ53                | 2 febbraio 2000  | LINEAR       |
| 53590 -        | 2000 CL54                | 2 febbraio 2000  | LINEAR       |
| 53591 -        | 2000 CY55                | 4 febbraio 2000  | LINEAR       |
| 53592 -        | 2000 CH56                | 4 febbraio 2000  | LINEAR       |
| 53593 -        | 2000 CJ58                | 5 febbraio 2000  | LINEAR       |
| 53594 -        | 2000 CJ62                | 2 febbraio 2000  | LINEAR       |
| 53595 -        | 2000 CK62                | 2 febbraio 2000  | LINEAR       |
| 53596 -        | 2000 CD63                | 2 febbraio 2000  | LINEAR       |
| 53597 -        | 2000 CX63                | 2 febbraio 2000  | LINEAR       |
| 53598 -        | 2000 CF70                | 6 febbraio 2000  | LINEAR       |
| 53599 -        | 2000 CZ70                | 7 febbraio 2000  | LINEAR       |
| 53600 -        | 2000 CA71                | 7 febbraio 2000  | LINEAR       |

## 53601-53700
| Nome               | Designazione provvisoria | Data di scoperta | Scopritore   |
| ------------------ | ------------------------ | ---------------- | ------------ |
| 53601 -            | 2000 AC95                | 4 gennaio 2000   | LINEAR       |
| 53602 -            | 2000 AG97                | 4 gennaio 2000   | LINEAR       |
| 53603 -            | 2000 AH98                | 4 gennaio 2000   | LINEAR       |
| 53604 -            | 2000 AN98                | 4 gennaio 2000   | LINEAR       |
| 53605 -            | 2000 AL112               | 5 gennaio 2000   | LINEAR       |
| 53606 -            | 2000 AU119               | 5 gennaio 2000   | LINEAR       |
| 53607 -            | 2000 AX120               | 5 gennaio 2000   | LINEAR       |
| 53608 -            | 2000 AO122               | 5 gennaio 2000   | LINEAR       |
| 53609 -            | 2000 AT122               | 5 gennaio 2000   | LINEAR       |
| 53610 -            | 2000 AJ126               | 5 gennaio 2000   | LINEAR       |
| 53611 -            | 2000 AV126               | 5 gennaio 2000   | LINEAR       |
| 53612 -            | 2000 AZ127               | 5 gennaio 2000   | LINEAR       |
| 53613 -            | 2000 AB136               | 4 gennaio 2000   | LINEAR       |
| 53614 -            | 2000 AS136               | 4 gennaio 2000   | LINEAR       |
| 53615 -            | 2000 AT136               | 4 gennaio 2000   | LINEAR       |
| 53616 -            | 2000 AV136               | 4 gennaio 2000   | LINEAR       |
| 53617 -            | 2000 AK137               | 4 gennaio 2000   | LINEAR       |
| 53618 -            | 2000 AR137               | 4 gennaio 2000   | LINEAR       |
| 53619 -            | 2000 AQ142               | 5 gennaio 2000   | LINEAR       |
| 53620 -            | 2000 AQ144               | 5 gennaio 2000   | LINEAR       |
| 53621 -            | 2000 AZ144               | 5 gennaio 2000   | LINEAR       |
| 53622 -            | 2000 AE146               | 7 gennaio 2000   | LINEAR       |
| 53623 -            | 2000 AC153               | 8 gennaio 2000   | LINEAR       |
| 53624 -            | 2000 AN153               | 13 gennaio 2000  | Spacewatch   |
| 53625 -            | 2000 AN161               | 3 gennaio 2000   | LINEAR       |
| 53626 -            | 2000 AJ162               | 4 gennaio 2000   | LINEAR       |
| 53627 -            | 2000 AM164               | 5 gennaio 2000   | LINEAR       |
| 53628 -            | 2000 AW177               | 7 gennaio 2000   | LINEAR       |
| 53629 Andrewpotter | 2000 CJ112               | 7 febbraio 2000  | CSS          |
| 53630 -            | 2000 AV200               | 9 gennaio 2000   | LINEAR       |
| 53631 -            | 2000 AD212               | 5 gennaio 2000   | Spacewatch   |
| 53632 -            | 2000 AJ212               | 5 gennaio 2000   | Spacewatch   |
| 53633 -            | 2000 AA216               | 7 gennaio 2000   | Spacewatch   |
| 53634 -            | 2000 AM233               | 4 gennaio 2000   | LINEAR       |
| 53635 -            | 2000 AH237               | 5 gennaio 2000   | LINEAR       |
| 53636 -            | 2000 AE239               | 6 gennaio 2000   | LINEAR       |
| 53637 -            | 2000 AZ239               | 6 gennaio 2000   | LONEOS       |
| 53638 -            | 2000 AE240               | 6 gennaio 2000   | LONEOS       |
| 53639 -            | 2000 AO243               | 7 gennaio 2000   | LINEAR       |
| 53640 Marché       | 2000 AE252               | 6 gennaio 2000   | LINEAR       |
| 53641 -            | 2000 AK252               | 7 gennaio 2000   | Spacewatch   |
| 53642 -            | 2000 BE1                 | 28 gennaio 2000  | LINEAR       |
| 53643 -            | 2000 BD3                 | 26 gennaio 2000  | K. Korlević  |
| 53644 -            | 2000 BF3                 | 27 gennaio 2000  | K. Korlević  |
| 53645 -            | 2000 BT5                 | 27 gennaio 2000  | LINEAR       |
| 53646 -            | 2000 BY6                 | 27 gennaio 2000  | LINEAR       |
| 53647 -            | 2000 BF8                 | 29 gennaio 2000  | LINEAR       |
| 53648 -            | 2000 BA14                | 28 gennaio 2000  | N. Kawasato  |
| 53649 -            | 2000 BN14                | 28 gennaio 2000  | T. Kobayashi |
| 53650 -            | 2000 BF19                | 28 gennaio 2000  | Spacewatch   |
| 53651 -            | 2000 BP28                | 29 gennaio 2000  | LINEAR       |
| 53652 -            | 2000 BC33                | 29 gennaio 2000  | Spacewatch   |
| 53653 -            | 2000 CB2                 | 2 febbraio 2000  | T. Kobayashi |
| 53654 -            | 2000 CH2                 | 2 febbraio 2000  | T. Kagawa    |
| 53655 -            | 2000 CG5                 | 2 febbraio 2000  | LINEAR       |
| 53656 -            | 2000 CW8                 | 2 febbraio 2000  | LINEAR       |
| 53657 -            | 2000 CT14                | 2 febbraio 2000  | LINEAR       |
| 53658 -            | 2000 CR17                | 2 febbraio 2000  | LINEAR       |
| 53659 -            | 2000 CJ21                | 2 febbraio 2000  | LINEAR       |
| 53660 -            | 2000 CT21                | 2 febbraio 2000  | LINEAR       |
| 53661 -            | 2000 CM22                | 2 febbraio 2000  | LINEAR       |
| 53662 -            | 2000 CL25                | 2 febbraio 2000  | LINEAR       |
| 53663 -            | 2000 CJ29                | 2 febbraio 2000  | LINEAR       |
| 53664 -            | 2000 CR29                | 2 febbraio 2000  | LINEAR       |
| 53665 -            | 2000 CG30                | 2 febbraio 2000  | LINEAR       |
| 53666 -            | 2000 CU30                | 2 febbraio 2000  | LINEAR       |
| 53667 -            | 2000 CB33                | 2 febbraio 2000  | LINEAR       |
| 53668 -            | 2000 CB34                | 4 febbraio 2000  | K. Korlević  |
| 53669 -            | 2000 CF36                | 2 febbraio 2000  | LINEAR       |
| 53670 -            | 2000 CR36                | 2 febbraio 2000  | LINEAR       |
| 53671 -            | 2000 CY36                | 2 febbraio 2000  | LINEAR       |
| 53672 -            | 2000 CM38                | 3 febbraio 2000  | LINEAR       |
| 53673 -            | 2000 CW38                | 3 febbraio 2000  | LINEAR       |
| 53674 -            | 2000 CH41                | 7 febbraio 2000  | P. G. Comba  |
| 53675 -            | 2000 CN43                | 2 febbraio 2000  | LINEAR       |
| 53676 -            | 2000 CS47                | 2 febbraio 2000  | LINEAR       |
| 53677 -            | 2000 CT47                | 2 febbraio 2000  | LINEAR       |
| 53678 -            | 2000 CM48                | 2 febbraio 2000  | LINEAR       |
| 53679 -            | 2000 CN48                | 2 febbraio 2000  | LINEAR       |
| 53680 -            | 2000 CR48                | 2 febbraio 2000  | LINEAR       |
| 53681 -            | 2000 CY49                | 2 febbraio 2000  | LINEAR       |
| 53682 -            | 2000 CZ49                | 2 febbraio 2000  | LINEAR       |
| 53683 -            | 2000 CR50                | 2 febbraio 2000  | LINEAR       |
| 53684 -            | 2000 CY51                | 2 febbraio 2000  | LINEAR       |
| 53685 -            | 2000 CF52                | 2 febbraio 2000  | LINEAR       |
| 53686 -            | 2000 CA53                | 2 febbraio 2000  | LINEAR       |
| 53687 -            | 2000 CD53                | 2 febbraio 2000  | LINEAR       |
| 53688 -            | 2000 CH53                | 2 febbraio 2000  | LINEAR       |
| 53689 -            | 2000 CQ53                | 2 febbraio 2000  | LINEAR       |
| 53690 -            | 2000 CL54                | 2 febbraio 2000  | LINEAR       |
| 53691 -            | 2000 CY55                | 4 febbraio 2000  | LINEAR       |
| 53692 -            | 2000 CH56                | 4 febbraio 2000  | LINEAR       |
| 53693 -            | 2000 CJ58                | 5 febbraio 2000  | LINEAR       |
| 53694 -            | 2000 CJ62                | 2 febbraio 2000  | LINEAR       |
| 53695 -            | 2000 CK62                | 2 febbraio 2000  | LINEAR       |
| 53696 -            | 2000 CD63                | 2 febbraio 2000  | LINEAR       |
| 53697 -            | 2000 CX63                | 2 febbraio 2000  | LINEAR       |
| 53698 -            | 2000 CF70                | 6 febbraio 2000  | LINEAR       |
| 53699 -            | 2000 CZ70                | 7 febbraio 2000  | LINEAR       |
| 53700 -            | 2000 CA71                | 7 febbraio 2000  | LINEAR       |

## 53701-53800
| Nome    | Designazione provvisoria | Data di scoperta | Scopritore  |
| ------- | ------------------------ | ---------------- | ----------- |
| 53701 - | 2000 DA98                | 29 febbraio 2000 | LINEAR      |
| 53702 - | 2000 DW100               | 29 febbraio 2000 | LINEAR      |
| 53703 - | 2000 DA101               | 29 febbraio 2000 | LINEAR      |
| 53704 - | 2000 DN101               | 29 febbraio 2000 | LINEAR      |
| 53705 - | 2000 DH102               | 29 febbraio 2000 | LINEAR      |
| 53706 - | 2000 DB103               | 29 febbraio 2000 | LINEAR      |
| 53707 - | 2000 DC103               | 29 febbraio 2000 | LINEAR      |
| 53708 - | 2000 DZ103               | 29 febbraio 2000 | LINEAR      |
| 53709 - | 2000 DS104               | 29 febbraio 2000 | LINEAR      |
| 53710 - | 2000 DZ107               | 28 febbraio 2000 | LINEAR      |
| 53711 - | 2000 DP108               | 29 febbraio 2000 | LINEAR      |
| 53712 - | 2000 DR109               | 29 febbraio 2000 | LINEAR      |
| 53713 - | 2000 DF110               | 29 febbraio 2000 | LINEAR      |
| 53714 - | 2000 EY                  | 5 marzo 2000     | K. Korlević |
| 53715 - | 2000 EB2                 | 3 marzo 2000     | LINEAR      |
| 53716 - | 2000 EU7                 | 2 marzo 2000     | K. Korlević |
| 53717 - | 2000 EG10                | 3 marzo 2000     | LINEAR      |
| 53718 - | 2000 EB17                | 3 marzo 2000     | LINEAR      |
| 53719 - | 2000 EP19                | 5 marzo 2000     | LINEAR      |
| 53720 - | 2000 EN24                | 8 marzo 2000     | Spacewatch  |
| 53721 - | 2000 EO24                | 8 marzo 2000     | Spacewatch  |
| 53722 - | 2000 ER27                | 4 marzo 2000     | LINEAR      |
| 53723 - | 2000 EY29                | 5 marzo 2000     | LINEAR      |
| 53724 - | 2000 ET30                | 5 marzo 2000     | LINEAR      |
| 53725 - | 2000 EG32                | 5 marzo 2000     | LINEAR      |
| 53726 - | 2000 EL34                | 5 marzo 2000     | LINEAR      |
| 53727 - | 2000 ET34                | 5 marzo 2000     | LINEAR      |
| 53728 - | 2000 ET36                | 8 marzo 2000     | LINEAR      |
| 53729 - | 2000 EF37                | 8 marzo 2000     | LINEAR      |
| 53730 - | 2000 EL37                | 8 marzo 2000     | LINEAR      |
| 53731 - | 2000 EL39                | 8 marzo 2000     | LINEAR      |
| 53732 - | 2000 EZ40                | 8 marzo 2000     | LINEAR      |
| 53733 - | 2000 EA45                | 9 marzo 2000     | LINEAR      |
| 53734 - | 2000 EB46                | 9 marzo 2000     | LINEAR      |
| 53735 - | 2000 EQ47                | 9 marzo 2000     | LINEAR      |
| 53736 - | 2000 EJ48                | 9 marzo 2000     | LINEAR      |
| 53737 - | 2000 EQ48                | 9 marzo 2000     | LINEAR      |
| 53738 - | 2000 EZ48                | 9 marzo 2000     | LINEAR      |
| 53739 - | 2000 EB49                | 9 marzo 2000     | LINEAR      |
| 53740 - | 2000 EN50                | 10 marzo 2000    | P. G. Comba |
| 53741 - | 2000 ER50                | 10 marzo 2000    | P. G. Comba |
| 53742 - | 2000 ED55                | 10 marzo 2000    | Spacewatch  |
| 53743 - | 2000 EX55                | 5 marzo 2000     | LINEAR      |
| 53744 - | 2000 ET56                | 8 marzo 2000     | LINEAR      |
| 53745 - | 2000 EG57                | 8 marzo 2000     | LINEAR      |
| 53746 - | 2000 EM57                | 8 marzo 2000     | LINEAR      |
| 53747 - | 2000 EQ57                | 8 marzo 2000     | LINEAR      |
| 53748 - | 2000 EW57                | 8 marzo 2000     | LINEAR      |
| 53749 - | 2000 EL58                | 8 marzo 2000     | LINEAR      |
| 53750 - | 2000 EC61                | 10 marzo 2000    | LINEAR      |
| 53751 - | 2000 EN62                | 10 marzo 2000    | LINEAR      |
| 53752 - | 2000 EC64                | 10 marzo 2000    | LINEAR      |
| 53753 - | 2000 EV66                | 10 marzo 2000    | LINEAR      |
| 53754 - | 2000 ED69                | 10 marzo 2000    | LINEAR      |
| 53755 - | 2000 EA70                | 10 marzo 2000    | LINEAR      |
| 53756 - | 2000 EN70                | 10 marzo 2000    | LINEAR      |
| 53757 - | 2000 EP74                | 10 marzo 2000    | Spacewatch  |
| 53758 - | 2000 ED76                | 5 marzo 2000     | LINEAR      |
| 53759 - | 2000 EE76                | 5 marzo 2000     | LINEAR      |
| 53760 - | 2000 ET76                | 5 marzo 2000     | LINEAR      |
| 53761 - | 2000 EB77                | 5 marzo 2000     | LINEAR      |
| 53762 - | 2000 EM79                | 5 marzo 2000     | LINEAR      |
| 53763 - | 2000 EH80                | 5 marzo 2000     | LINEAR      |
| 53764 - | 2000 EV81                | 5 marzo 2000     | LINEAR      |
| 53765 - | 2000 EZ82                | 5 marzo 2000     | LINEAR      |
| 53766 - | 2000 EG83                | 5 marzo 2000     | LINEAR      |
| 53767 - | 2000 EV84                | 8 marzo 2000     | LINEAR      |
| 53768 - | 2000 EW84                | 8 marzo 2000     | LINEAR      |
| 53769 - | 2000 EU85                | 8 marzo 2000     | LINEAR      |
| 53770 - | 2000 EA86                | 8 marzo 2000     | LINEAR      |
| 53771 - | 2000 EL86                | 8 marzo 2000     | LINEAR      |
| 53772 - | 2000 EJ87                | 8 marzo 2000     | LINEAR      |
| 53773 - | 2000 EA92                | 9 marzo 2000     | LINEAR      |
| 53774 - | 2000 EL92                | 9 marzo 2000     | LINEAR      |
| 53775 - | 2000 EN92                | 9 marzo 2000     | LINEAR      |
| 53776 - | 2000 EO92                | 9 marzo 2000     | LINEAR      |
| 53777 - | 2000 EP92                | 9 marzo 2000     | LINEAR      |
| 53778 - | 2000 ER92                | 9 marzo 2000     | LINEAR      |
| 53779 - | 2000 EV93                | 9 marzo 2000     | LINEAR      |
| 53780 - | 2000 ED94                | 9 marzo 2000     | LINEAR      |
| 53781 - | 2000 EY94                | 9 marzo 2000     | LINEAR      |
| 53782 - | 2000 EZ94                | 9 marzo 2000     | LINEAR      |
| 53783 - | 2000 EC95                | 9 marzo 2000     | LINEAR      |
| 53784 - | 2000 EJ97                | 10 marzo 2000    | LINEAR      |
| 53785 - | 2000 EL97                | 10 marzo 2000    | LINEAR      |
| 53786 - | 2000 EM97                | 10 marzo 2000    | LINEAR      |
| 53787 - | 2000 EX101               | 14 marzo 2000    | Spacewatch  |
| 53788 - | 2000 EW103               | 14 marzo 2000    | LINEAR      |
| 53789 - | 2000 ED104               | 10 marzo 2000    | LINEAR      |
| 53790 - | 2000 EV105               | 11 marzo 2000    | LONEOS      |
| 53791 - | 2000 EF106               | 11 marzo 2000    | LONEOS      |
| 53792 - | 2000 EU109               | 8 marzo 2000     | Spacewatch  |
| 53793 - | 2000 EX110               | 8 marzo 2000     | NEAT        |
| 53794 - | 2000 EZ110               | 8 marzo 2000     | NEAT        |
| 53795 - | 2000 EB111               | 8 marzo 2000     | NEAT        |
| 53796 - | 2000 EK111               | 8 marzo 2000     | NEAT        |
| 53797 - | 2000 EL111               | 8 marzo 2000     | NEAT        |
| 53798 - | 2000 ER112               | 9 marzo 2000     | LINEAR      |
| 53799 - | 2000 EP118               | 11 marzo 2000    | LONEOS      |
| 53800 - | 2000 EZ118               | 11 marzo 2000    | LONEOS      |

## 53801-53900
| Nome                | Designazione provvisoria | Data di scoperta | Scopritore             |
| ------------------- | ------------------------ | ---------------- | ---------------------- |
| 53801 -             | 2000 EN119               | 11 marzo 2000    | LONEOS                 |
| 53802 -             | 2000 EQ120               | 11 marzo 2000    | LONEOS                 |
| 53803 -             | 2000 EN121               | 11 marzo 2000    | LONEOS                 |
| 53804 -             | 2000 ES127               | 11 marzo 2000    | LONEOS                 |
| 53805 -             | 2000 EH128               | 11 marzo 2000    | LONEOS                 |
| 53806 -             | 2000 EG130               | 11 marzo 2000    | LONEOS                 |
| 53807 -             | 2000 EV130               | 11 marzo 2000    | LONEOS                 |
| 53808 -             | 2000 EH132               | 11 marzo 2000    | LINEAR                 |
| 53809 -             | 2000 EH134               | 11 marzo 2000    | LONEOS                 |
| 53810 -             | 2000 EU134               | 11 marzo 2000    | LONEOS                 |
| 53811 -             | 2000 EV135               | 11 marzo 2000    | LONEOS                 |
| 53812 -             | 2000 EL136               | 12 marzo 2000    | LINEAR                 |
| 53813 -             | 2000 EM136               | 12 marzo 2000    | LINEAR                 |
| 53814 -             | 2000 EH137               | 12 marzo 2000    | Farpoint               |
| 53815 -             | 2000 EQ137               | 9 marzo 2000     | LINEAR                 |
| 53816 -             | 2000 EV137               | 9 marzo 2000     | LINEAR                 |
| 53817 Gertrudebacon | 2000 EO138               | 11 marzo 2000    | CSS                    |
| 53818 Isispogson    | 2000 EV138               | 11 marzo 2000    | CSS                    |
| 53819 -             | 2000 ER139               | 12 marzo 2000    | CSS                    |
| 53820 -             | 2000 EA140               | 14 marzo 2000    | CSS                    |
| 53821 -             | 2000 ET144               | 3 marzo 2000     | CSS                    |
| 53822 -             | 2000 EW144               | 3 marzo 2000     | CSS                    |
| 53823 -             | 2000 ED145               | 3 marzo 2000     | CSS                    |
| 53824 -             | 2000 EV145               | 3 marzo 2000     | NEAT                   |
| 53825 -             | 2000 EB148               | 4 marzo 2000     | CSS                    |
| 53826 -             | 2000 ER148               | 4 marzo 2000     | CSS                    |
| 53827 -             | 2000 EH149               | 5 marzo 2000     | LINEAR                 |
| 53828 -             | 2000 ED155               | 9 marzo 2000     | LINEAR                 |
| 53829 -             | 2000 EN156               | 10 marzo 2000    | CSS                    |
| 53830 -             | 2000 ED157               | 11 marzo 2000    | CSS                    |
| 53831 -             | 2000 ED158               | 12 marzo 2000    | LONEOS                 |
| 53832 -             | 2000 EQ158               | 12 marzo 2000    | LONEOS                 |
| 53833 -             | 2000 EB165               | 3 marzo 2000     | LINEAR                 |
| 53834 -             | 2000 ES179               | 4 marzo 2000     | LINEAR                 |
| 53835 -             | 2000 EK180               | 4 marzo 2000     | LINEAR                 |
| 53836 -             | 2000 EB185               | 5 marzo 2000     | LINEAR                 |
| 53837 -             | 2000 EJ185               | 5 marzo 2000     | NEAT                   |
| 53838 -             | 2000 EA194               | 3 marzo 2000     | LINEAR                 |
| 53839 Schölkopf     | 2000 EY197               | 1 marzo 2000     | CSS                    |
| 53840 -             | 2000 EE200               | 1 marzo 2000     | CSS                    |
| 53841 -             | 2000 FX                  | 26 marzo 2000    | P. G. Comba            |
| 53842 -             | 2000 FT9                 | 30 marzo 2000    | Spacewatch             |
| 53843 Antjiekrog    | 2000 FG10                | 30 marzo 2000    | Colleverde di Guidonia |
| 53844 -             | 2000 FO11                | 28 marzo 2000    | LINEAR                 |
| 53845 -             | 2000 FZ11                | 28 marzo 2000    | LINEAR                 |
| 53846 -             | 2000 FD13                | 29 marzo 2000    | LINEAR                 |
| 53847 -             | 2000 FJ13                | 29 marzo 2000    | LINEAR                 |
| 53848 -             | 2000 FT13                | 29 marzo 2000    | LINEAR                 |
| 53849 -             | 2000 FU15                | 28 marzo 2000    | LINEAR                 |
| 53850 -             | 2000 FP16                | 28 marzo 2000    | LINEAR                 |
| 53851 -             | 2000 FR16                | 28 marzo 2000    | LINEAR                 |
| 53852 -             | 2000 FM17                | 29 marzo 2000    | LINEAR                 |
| 53853 -             | 2000 FN18                | 29 marzo 2000    | LINEAR                 |
| 53854 -             | 2000 FB19                | 29 marzo 2000    | LINEAR                 |
| 53855 -             | 2000 FT19                | 29 marzo 2000    | LINEAR                 |
| 53856 -             | 2000 FF21                | 29 marzo 2000    | LINEAR                 |
| 53857 -             | 2000 FQ21                | 29 marzo 2000    | LINEAR                 |
| 53858 -             | 2000 FT22                | 29 marzo 2000    | LINEAR                 |
| 53859 -             | 2000 FZ23                | 29 marzo 2000    | LINEAR                 |
| 53860 -             | 2000 FV25                | 27 marzo 2000    | LONEOS                 |
| 53861 -             | 2000 FW25                | 27 marzo 2000    | LONEOS                 |
| 53862 -             | 2000 FA26                | 27 marzo 2000    | LONEOS                 |
| 53863 -             | 2000 FJ26                | 27 marzo 2000    | LONEOS                 |
| 53864 -             | 2000 FM28                | 27 marzo 2000    | LONEOS                 |
| 53865 -             | 2000 FS29                | 27 marzo 2000    | LONEOS                 |
| 53866 -             | 2000 FK30                | 27 marzo 2000    | LONEOS                 |
| 53867 -             | 2000 FL30                | 27 marzo 2000    | LONEOS                 |
| 53868 -             | 2000 FP30                | 27 marzo 2000    | LONEOS                 |
| 53869 -             | 2000 FS30                | 27 marzo 2000    | LONEOS                 |
| 53870 -             | 2000 FT30                | 27 marzo 2000    | LONEOS                 |
| 53871 -             | 2000 FN31                | 28 marzo 2000    | LINEAR                 |
| 53872 -             | 2000 FG32                | 29 marzo 2000    | LINEAR                 |
| 53873 -             | 2000 FS32                | 29 marzo 2000    | LINEAR                 |
| 53874 -             | 2000 FB33                | 29 marzo 2000    | LINEAR                 |
| 53875 -             | 2000 FN33                | 29 marzo 2000    | LINEAR                 |
| 53876 -             | 2000 FY34                | 29 marzo 2000    | LINEAR                 |
| 53877 -             | 2000 FS35                | 29 marzo 2000    | LINEAR                 |
| 53878 -             | 2000 FY35                | 29 marzo 2000    | LINEAR                 |
| 53879 -             | 2000 FE36                | 29 marzo 2000    | LINEAR                 |
| 53880 -             | 2000 FJ37                | 29 marzo 2000    | LINEAR                 |
| 53881 -             | 2000 FW37                | 29 marzo 2000    | LINEAR                 |
| 53882 -             | 2000 FN38                | 29 marzo 2000    | LINEAR                 |
| 53883 -             | 2000 FN39                | 29 marzo 2000    | LINEAR                 |
| 53884 -             | 2000 FT39                | 29 marzo 2000    | LINEAR                 |
| 53885 -             | 2000 FX39                | 29 marzo 2000    | LINEAR                 |
| 53886 -             | 2000 FY39                | 29 marzo 2000    | LINEAR                 |
| 53887 -             | 2000 FS40                | 29 marzo 2000    | LINEAR                 |
| 53888 -             | 2000 FW40                | 29 marzo 2000    | LINEAR                 |
| 53889 -             | 2000 FB41                | 29 marzo 2000    | LINEAR                 |
| 53890 -             | 2000 FR41                | 29 marzo 2000    | LINEAR                 |
| 53891 -             | 2000 FM42                | 29 marzo 2000    | LINEAR                 |
| 53892 -             | 2000 FE43                | 28 marzo 2000    | LINEAR                 |
| 53893 -             | 2000 FQ44                | 29 marzo 2000    | LINEAR                 |
| 53894 -             | 2000 FV44                | 29 marzo 2000    | LINEAR                 |
| 53895 -             | 2000 FB46                | 29 marzo 2000    | LINEAR                 |
| 53896 -             | 2000 FL46                | 29 marzo 2000    | LINEAR                 |
| 53897 -             | 2000 FD48                | 29 marzo 2000    | LINEAR                 |
| 53898 -             | 2000 FU48                | 30 marzo 2000    | LINEAR                 |
| 53899 -             | 2000 FM49                | 30 marzo 2000    | LINEAR                 |
| 53900 -             | 2000 FV49                | 30 marzo 2000    | LINEAR                 |

## 53901-54000
| Nome             | Designazione provvisoria | Data di scoperta | Scopritore              |
| ---------------- | ------------------------ | ---------------- | ----------------------- |
| 53901 -          | 2000 FE50                | 30 marzo 2000    | LINEAR                  |
| 53902 -          | 2000 FW52                | 29 marzo 2000    | Spacewatch              |
| 53903 -          | 2000 FD55                | 29 marzo 2000    | LINEAR                  |
| 53904 -          | 2000 FE56                | 29 marzo 2000    | LINEAR                  |
| 53905 -          | 2000 FY59                | 29 marzo 2000    | LINEAR                  |
| 53906 -          | 2000 FH61                | 29 marzo 2000    | LINEAR                  |
| 53907 -          | 2000 GL1                 | 2 aprile 2000    | LINEAR                  |
| 53908 -          | 2000 GT2                 | 3 aprile 2000    | LINEAR                  |
| 53909 -          | 2000 GC4                 | 5 aprile 2000    | C. W. Juels             |
| 53910 Jánfischer | 2000 GF4                 | 6 aprile 2000    | D. Kalmančok, L. Kornoš |
| 53911 -          | 2000 GZ4                 | 3 aprile 2000    | LINEAR                  |
| 53912 -          | 2000 GL5                 | 4 aprile 2000    | LINEAR                  |
| 53913 -          | 2000 GS6                 | 4 aprile 2000    | LINEAR                  |
| 53914 -          | 2000 GO7                 | 4 aprile 2000    | LINEAR                  |
| 53915 -          | 2000 GR7                 | 4 aprile 2000    | LINEAR                  |
| 53916 -          | 2000 GW7                 | 4 aprile 2000    | LINEAR                  |
| 53917 -          | 2000 GP17                | 5 aprile 2000    | LINEAR                  |
| 53918 -          | 2000 GM18                | 5 aprile 2000    | LINEAR                  |
| 53919 -          | 2000 GX18                | 5 aprile 2000    | LINEAR                  |
| 53920 -          | 2000 GA21                | 5 aprile 2000    | LINEAR                  |
| 53921 -          | 2000 GC25                | 5 aprile 2000    | LINEAR                  |
| 53922 -          | 2000 GC27                | 5 aprile 2000    | LINEAR                  |
| 53923 -          | 2000 GW30                | 5 aprile 2000    | LINEAR                  |
| 53924 -          | 2000 GJ37                | 5 aprile 2000    | LINEAR                  |
| 53925 -          | 2000 GF38                | 5 aprile 2000    | LINEAR                  |
| 53926 -          | 2000 GR38                | 5 aprile 2000    | LINEAR                  |
| 53927 -          | 2000 GB39                | 5 aprile 2000    | LINEAR                  |
| 53928 -          | 2000 GT39                | 5 aprile 2000    | LINEAR                  |
| 53929 -          | 2000 GQ40                | 5 aprile 2000    | LINEAR                  |
| 53930 -          | 2000 GO42                | 5 aprile 2000    | LINEAR                  |
| 53931 -          | 2000 GQ42                | 5 aprile 2000    | LINEAR                  |
| 53932 -          | 2000 GB43                | 5 aprile 2000    | LINEAR                  |
| 53933 -          | 2000 GG44                | 5 aprile 2000    | LINEAR                  |
| 53934 -          | 2000 GQ44                | 5 aprile 2000    | LINEAR                  |
| 53935 -          | 2000 GK45                | 5 aprile 2000    | LINEAR                  |
| 53936 -          | 2000 GO45                | 5 aprile 2000    | LINEAR                  |
| 53937 -          | 2000 GS45                | 5 aprile 2000    | LINEAR                  |
| 53938 -          | 2000 GZ45                | 5 aprile 2000    | LINEAR                  |
| 53939 -          | 2000 GM46                | 5 aprile 2000    | LINEAR                  |
| 53940 -          | 2000 GU47                | 5 aprile 2000    | LINEAR                  |
| 53941 -          | 2000 GD48                | 5 aprile 2000    | LINEAR                  |
| 53942 -          | 2000 GH49                | 5 aprile 2000    | LINEAR                  |
| 53943 -          | 2000 GF50                | 5 aprile 2000    | LINEAR                  |
| 53944 -          | 2000 GZ51                | 5 aprile 2000    | LINEAR                  |
| 53945 -          | 2000 GK52                | 5 aprile 2000    | LINEAR                  |
| 53946 -          | 2000 GC53                | 5 aprile 2000    | LINEAR                  |
| 53947 -          | 2000 GY53                | 5 aprile 2000    | LINEAR                  |
| 53948 -          | 2000 GZ53                | 5 aprile 2000    | LINEAR                  |
| 53949 -          | 2000 GO54                | 5 aprile 2000    | LINEAR                  |
| 53950 -          | 2000 GX56                | 5 aprile 2000    | LINEAR                  |
| 53951 -          | 2000 GC58                | 5 aprile 2000    | LINEAR                  |
| 53952 -          | 2000 GF59                | 5 aprile 2000    | LINEAR                  |
| 53953 -          | 2000 GP59                | 5 aprile 2000    | LINEAR                  |
| 53954 -          | 2000 GD60                | 5 aprile 2000    | LINEAR                  |
| 53955 -          | 2000 GJ60                | 5 aprile 2000    | LINEAR                  |
| 53956 -          | 2000 GP60                | 5 aprile 2000    | LINEAR                  |
| 53957 -          | 2000 GJ61                | 5 aprile 2000    | LINEAR                  |
| 53958 -          | 2000 GN61                | 5 aprile 2000    | LINEAR                  |
| 53959 -          | 2000 GY61                | 5 aprile 2000    | LINEAR                  |
| 53960 -          | 2000 GQ62                | 5 aprile 2000    | LINEAR                  |
| 53961 -          | 2000 GB63                | 5 aprile 2000    | LINEAR                  |
| 53962 -          | 2000 GK63                | 5 aprile 2000    | LINEAR                  |
| 53963 -          | 2000 GQ63                | 5 aprile 2000    | LINEAR                  |
| 53964 -          | 2000 GO64                | 5 aprile 2000    | LINEAR                  |
| 53965 -          | 2000 GY64                | 5 aprile 2000    | LINEAR                  |
| 53966 -          | 2000 GA65                | 5 aprile 2000    | LINEAR                  |
| 53967 -          | 2000 GC65                | 5 aprile 2000    | LINEAR                  |
| 53968 -          | 2000 GO65                | 5 aprile 2000    | LINEAR                  |
| 53969 -          | 2000 GV65                | 5 aprile 2000    | LINEAR                  |
| 53970 -          | 2000 GC66                | 5 aprile 2000    | LINEAR                  |
| 53971 -          | 2000 GJ66                | 5 aprile 2000    | LINEAR                  |
| 53972 -          | 2000 GM66                | 5 aprile 2000    | LINEAR                  |
| 53973 -          | 2000 GB67                | 5 aprile 2000    | LINEAR                  |
| 53974 -          | 2000 GD67                | 5 aprile 2000    | LINEAR                  |
| 53975 -          | 2000 GA68                | 5 aprile 2000    | LINEAR                  |
| 53976 -          | 2000 GY69                | 5 aprile 2000    | LINEAR                  |
| 53977 -          | 2000 GM70                | 5 aprile 2000    | LINEAR                  |
| 53978 -          | 2000 GH71                | 5 aprile 2000    | LINEAR                  |
| 53979 -          | 2000 GC73                | 5 aprile 2000    | LINEAR                  |
| 53980 -          | 2000 GK73                | 5 aprile 2000    | LINEAR                  |
| 53981 -          | 2000 GQ73                | 5 aprile 2000    | LINEAR                  |
| 53982 -          | 2000 GG74                | 5 aprile 2000    | LINEAR                  |
| 53983 -          | 2000 GW74                | 5 aprile 2000    | LINEAR                  |
| 53984 -          | 2000 GZ76                | 5 aprile 2000    | LINEAR                  |
| 53985 -          | 2000 GG77                | 5 aprile 2000    | LINEAR                  |
| 53986 -          | 2000 GH77                | 5 aprile 2000    | LINEAR                  |
| 53987 -          | 2000 GR77                | 5 aprile 2000    | LINEAR                  |
| 53988 -          | 2000 GW78                | 5 aprile 2000    | LINEAR                  |
| 53989 -          | 2000 GT79                | 5 aprile 2000    | LINEAR                  |
| 53990 -          | 2000 GZ79                | 6 aprile 2000    | LINEAR                  |
| 53991 -          | 2000 GF81                | 6 aprile 2000    | LINEAR                  |
| 53992 -          | 2000 GJ83                | 3 aprile 2000    | LINEAR                  |
| 53993 -          | 2000 GN83                | 3 aprile 2000    | LINEAR                  |
| 53994 -          | 2000 GS84                | 3 aprile 2000    | LINEAR                  |
| 53995 -          | 2000 GA88                | 4 aprile 2000    | LINEAR                  |
| 53996 -          | 2000 GC88                | 4 aprile 2000    | LINEAR                  |
| 53997 -          | 2000 GD88                | 4 aprile 2000    | LINEAR                  |
| 53998 -          | 2000 GW88                | 4 aprile 2000    | LINEAR                  |
| 53999 -          | 2000 GS89                | 4 aprile 2000    | LINEAR                  |
| 54000 -          | 2000 GN90                | 4 aprile 2000    | LINEAR                  |